# Sergiu Fărcășan
Sergiu Fărcășan (n. 1923, București) este un scriitor român de science fiction, dramaturg, publicist și pamfletar. A publicat și sub pseudonimul Crișan Făgerașu.

## Biografie
Sergiu Fărcășan s-a născut în 1923 la București. El s-a alăturat Rezistenței la vârsta de șaptesprezece ani. A studiat la Facultatea de Medicină din Timișoara. După Al Doilea Război Mondial, a fost reporter timp de un sfert de secol, în timp ce a scris mai multe romane și piese de teatru, uneori „aprobate”, alteori interzise de cenzura comunistă.
A debutat sub pseudonimul Crișan Făgerașu cu romanul de dragoste științifico-fantastic O iubire din anul 41.042 (în foileton) în CPȘF #83-86, din iulie-august, 1958. Romanul fost publicat într-un singur volum de Editura Tineretului în 1960 (în colecția SF Cutezătorii) și în 1966. O iubire din anul 41.042 este considerat de Daniela Petroșel un roman reprezentativ pentru științifico-fantasticul românesc.
În 1972, a fost premiat la Convenția de la Trieste pentru romanul său științifico-fantastic Vă caută un taur, iar anul următor a participat cu Isaac Asimov la Convenția de la Toronto (Torcon II).
În anii 1970 s-a declarat refugiat (politic) și a locuit în Saskatchewan, Canada.
Editorul și scriitorul belgian Jacques Van Herp a arătat că țările din Blocul răsăritean au scriitori de anticipație ca Lem, Efremov, frații Strugațki și Juravliova; dar Fărcășan îi zdrobește pe toți aceștia. După ce a citit romanul O iubire din anul 41.042, Van Herp a considerat că autorul este de talia lui Heinlein, Clarke și F. Brown: a descoperit rigoarea logică în extrapolare a primului, cunoașterea înaltă a celui de-al doilea și simțul cosmic al acestuia precum și umorul celui de-al treilea. Comparația pare formidabilă, a recunoscut Van Herp, dar Fărcășan o susține foarte bine.(...)

## Lucrări

### Romane
- O iubire din anul 41.042, roman, în CPȘF, 1958, sub pseudonimul Crișan Făgerașu.[7]
- Secretul inginerului Mușat, 1959, sub pseudonimul Crișan Făgerașu (în foileton în CPSF 108-111)
- Atacul cesiumiștilor, roman (1963)[8]
- Vă caută un taur (1970)[9]

### Colecții de povestiri
- Mașina de rupt prieteniile, trei nuvele (1968)[10]

### Ficțiune scurtă
- „Se caută o mitralieră” (povestire SF, 1965) - în CPSF 257-258 (august 1965)
- „Omul cu priză” (povestire SF, 1965) - în CPSF 257-258 (august 1965)
- „Misterul orificiului oval” (povestire SF, 1965) - în CPSF 257-258 (august 1965)
- „Mașina de îmbunat cemombii” (nuvelă SF, 1968) - în volumul Mașina de rupt prietenii
- „Mașina de nimicit răutatea” (nuvelă SF, 1968) - în volumul Mașina de rupt prietenii
- „Mașina de rupt prieteniile” (nuvelă SF, 1968) - în volumul Mașina de rupt prietenii

### Alte lucrări
- America la ea acasă (1963) tentativa de jurnal de călătorie, carte în care autorul aduce constant critici sistemului capitalist din S.U.A., prin comparație lăudând "mărețele" realizări din România comunistă.

### Piese de teatru
- Steaua polară (piesă în trei acte)  (1962).[11][12]
- Sonet pentru o păpușă  (comedie în trei acte)  (1963).[13]
- Lovitura  (dramă în trei acte)  (1967).[14]
- La ciorba de potroace  (comedie în două părți)  (1969).[15]

### Traduceri
- Luna dezmoșteniților de Eugene O'Neill, piesă tradusă împreună cu Aneta Dobre.[16]
- Jeeves intră în acțiune de P. G. Wodehouse, editura Univers 1971

### În alte limbi
- Szerelem... 41042 (O iubire din anul 41.042), traducere în limba maghiară de Nánási Judit,  Știință și Tehnică , Bukarest, 1958. (Tudományos-fantasztikus elbeszélések nr. 74—77).[17]

## Decorații
- Medalia Muncii (18 august 1951) pentru merite în activitatea de membru al redacției ziarului „Scânteia”[18]
- Medalia „Eliberarea de sub jugul fascist” (24 decembrie 1952) „pentru lupta dusă împotriva fascismului”[19]
- Ordinul Muncii clasa a III-a (21 august 1954) „pentru merite deosebite pe tărîmul construcției de stat, economice, sociale și culturale, cu ocazia celei de a zecea aniversări a eliberării patriei noastre”[20]
- Ordinul Steaua Republicii Socialiste România clasa a V-a (24 septembrie 1969) „pentru merite deosebite în muncă, cu prilejul împlinirii a 25 de ani de la apariția primului număr legal al ziarului «Scînteia»”[21]